# Mafia (série de jeux vidéo)
Pour les articles homonymes, voir Mafia (homonymie).
Mafia est une série de jeux vidéo édité par 2K Games.
Selon le site VG Chartz, qui propose des estimations de ventes de jeux, la série s'est écoulée à plus de 14 millions d'exemplaires.

## Titres
| 2002 | Mafia: The City of Lost Heaven |
| 2003 |                                |
| 2004 |                                |
| 2005 |                                |
| 2006 |                                |
| 2007 |                                |
| 2008 |                                |
| 2009 |                                |
| 2010 | Mafia II                       |
| 2011 |                                |
| 2012 |                                |
| 2013 |                                |
| 2014 |                                |
| 2015 |                                |
| 2016 | Mafia III                      |
| 2017 |                                |
| 2018 |                                |
| 2019 |                                |
| 2020 | Mafia: Definitive Edition      |
| 2021 |                                |
| 2022 |                                |
| 2023 |                                |
| 2024 |                                |
| 2025 | Mafia: The Old Country         |

- 2002 : Mafia: The City of Lost Heaven, qui se déroule dans les années 1930 dans la ville fictive de Lost Heaven, inspirée de Chicago
- 2010 : Mafia II, qui débute en 1945 et se poursuit dans les années 1950 dans la ville fictive d'Empire Bay, inspirée de New York et San Francisco
- 2016 : Mafia III, qui se déroule en 1968 dans la ville fictive de New Bordeaux, inspirée de La Nouvelle-Orléans
- 2020 : Mafia: Definitive Edition, remake de Mafia: The City of Lost Heaven
- 2025 : Mafia: The Old Country, qui se déroule au début du XXe siècle en Sicile